# 美刻尔

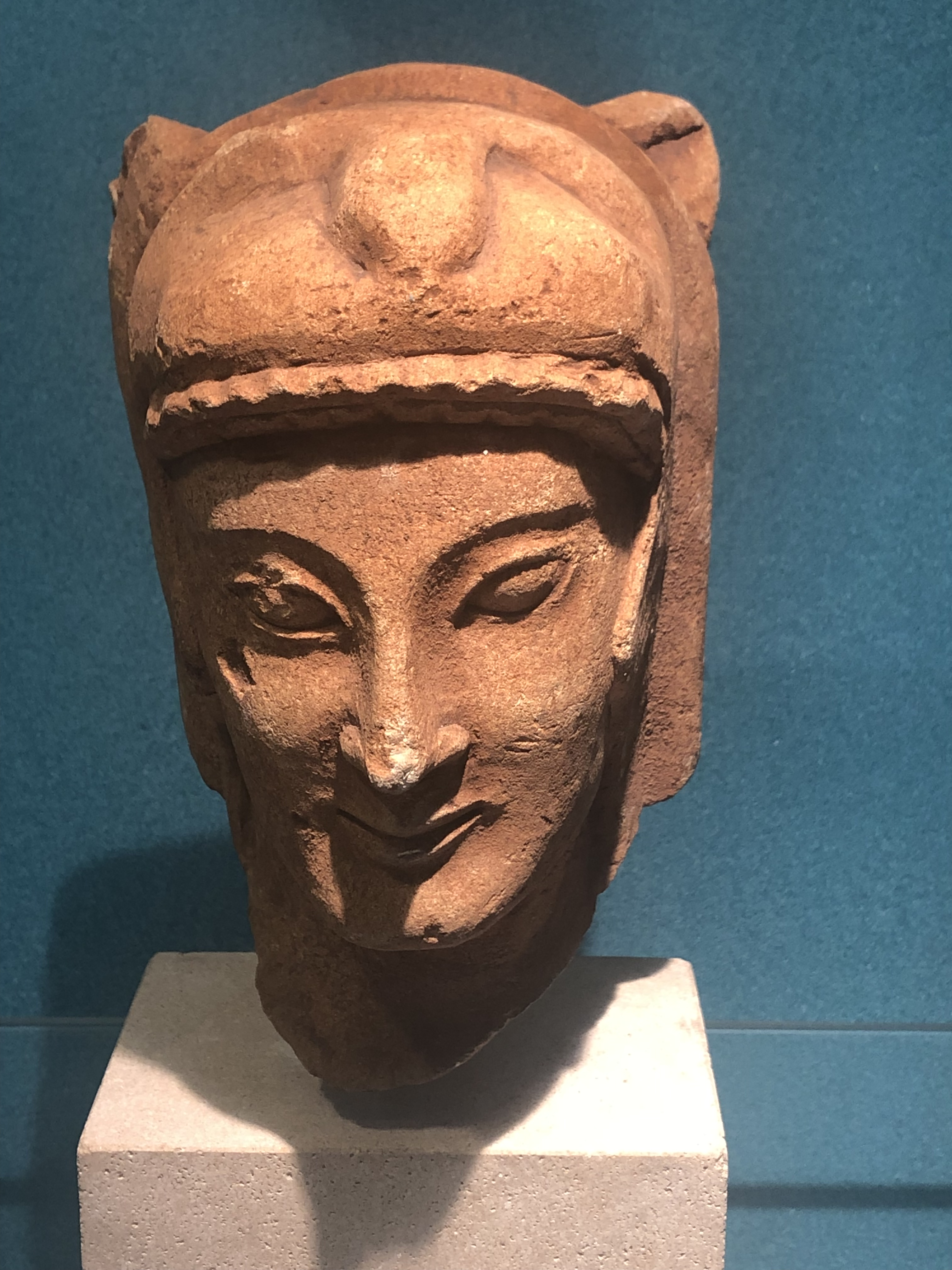
梅爾卡特之胸像

美刻尔（腓尼基语： [MLKQRT] 错误：{{Transl}}：无法识别语言／字母代码 腓尼基字母（帮助））是古代腓尼基人的神祇之一。
美刻尔在腓尼基语中意思是“城邦之王”，是古代腓尼基城邦泰尔的守护神。泰尔国王常常自称是美刻尔的后裔。在古希腊历史学家希罗多德的著作里也有记载，被比作“泰尔的赫拉克勒斯”。
随着腓尼基的殖民扩张，叙利亚地区都开始信仰美刻尔。根据《塔纳赫》的记载，美刻尔信仰被亚哈带到以色列，在耶户在位期间被根除。
在迦太基势力达到全盛的时候，美刻尔的信仰被传播到西班牙以及广阔地中海沿岸地区。
193年，塞普蒂米乌斯·塞维鲁成为罗马帝国皇帝。由于塞维鲁出生在原腓尼基在北非的殖民城市大莱普提斯，尊奉美刻尔，故而他在罗马城为其建立了一座神殿。不过，这座神殿并非以美刻尔的名义建立的，而是以“利柏尔和赫拉克勒斯”的名义建立的。此后，美刻尔被等同于罗马神话里的丰收之神利柏尔。

## 扩展阅读
- Bonnet, Corinne, Melqart: Cultes et mythes de l'Héraclès tyrien en Méditerranée (Leuven and Namur) 1988. The standard summary of the evidences.